# Cathédrale de Ripon
La cathédrale de Ripon est située dans la petite ville de Ripon dans le Yorkshire du Nord, en Angleterre. Elle est une des trois cocathédrales du diocèse anglican de Leeds, avec la cathédrale de Bradford et la cathédrale de Wakefield.
La présence d'une église sur le site daterait de 672, elle serait la seconde construction dans le royaume anglo-saxon de Northumbrie. La crypte date de cette période.
Les fidèles viennent pour prier à Ripon depuis plus de 1350 ans. La cathédrale elle-même est dans la continuité de ce culte, commencé au VIIe siècle, lorsque saint Wilfrid y construisit l'une des premières églises d'Angleterre. Dans la nef et le chœur, on peut voir les traces de 800 années de dévotion au cours desquelles les maîtres artisans ont exprimé leur foi dans le bois et la pierre.
De 1836 à 2014, la cathédrale était le siège de l'évêché et du diocèse de Ripon et Leeds.

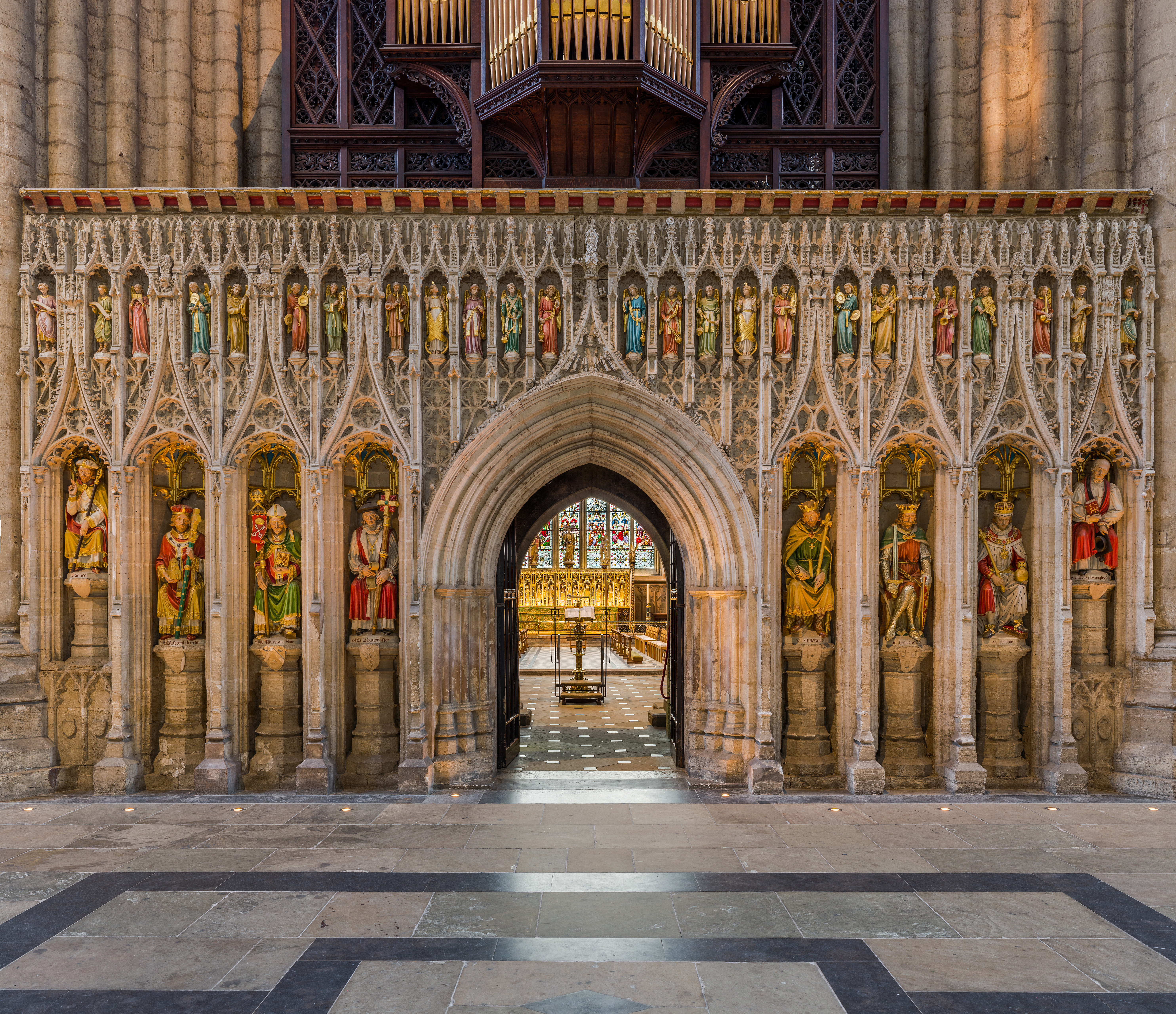
Le jubé
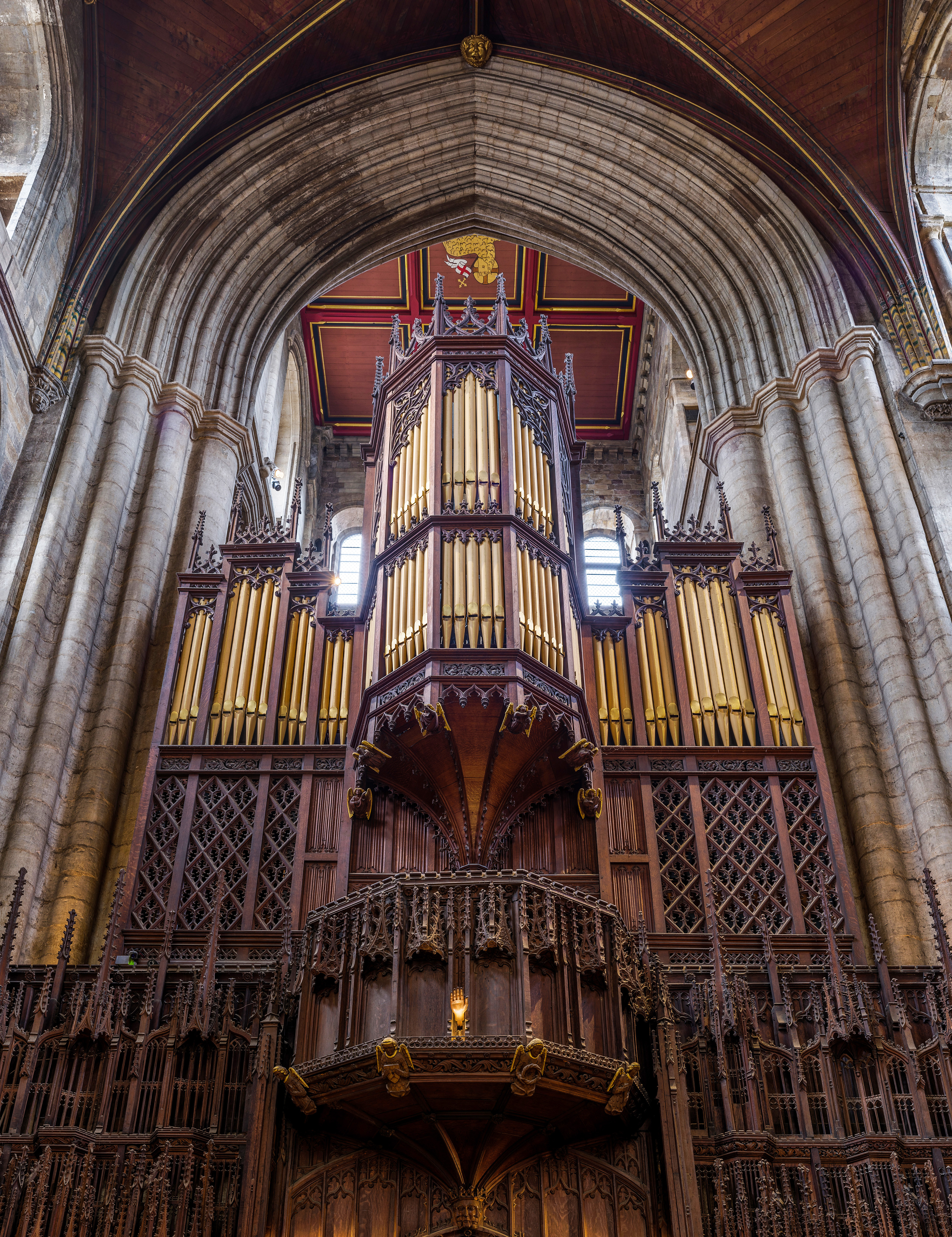
L'orgue
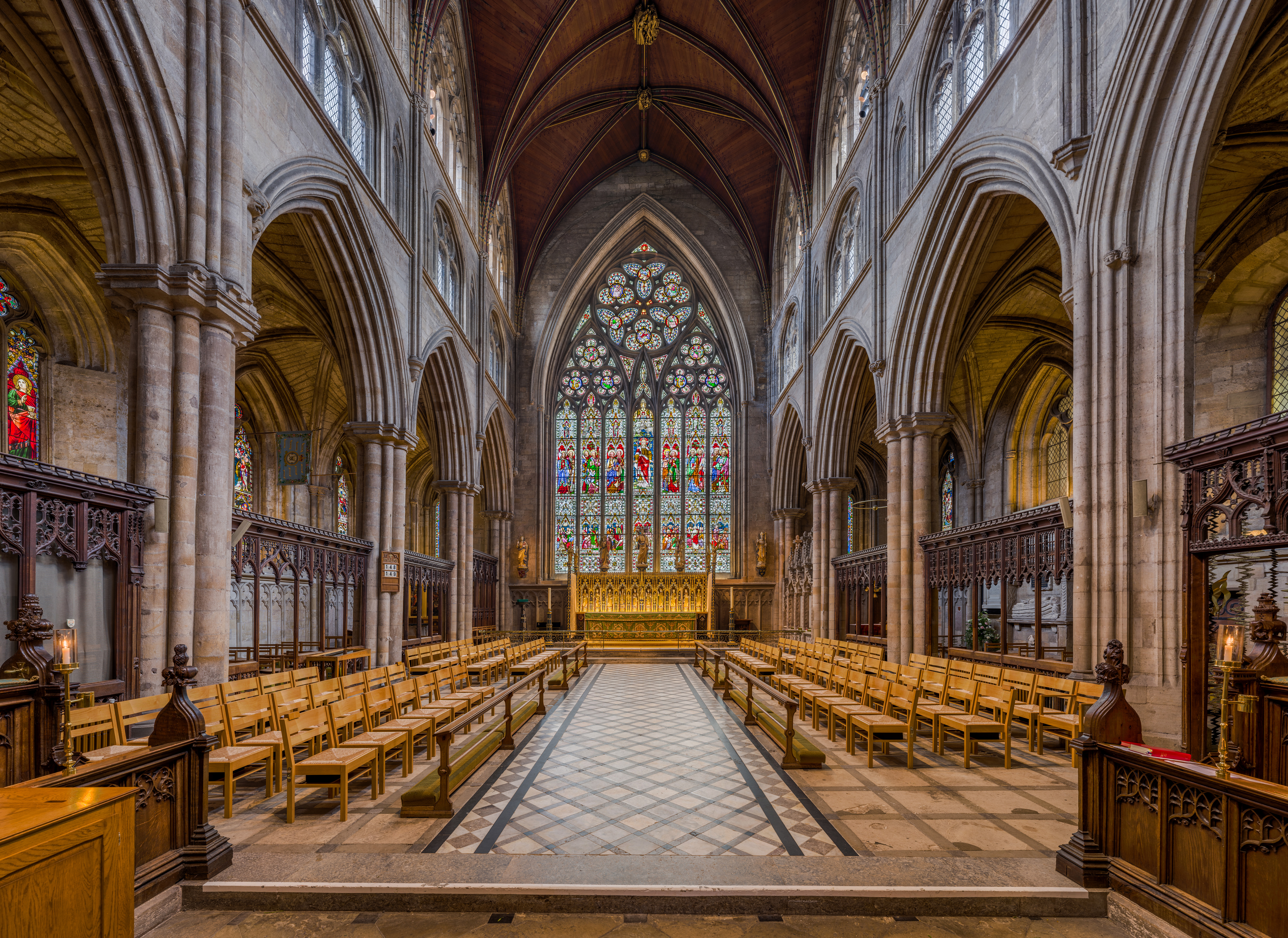
La nef

## Source
- (en) Cet article est partiellement ou en totalité issu de l’article de Wikipédia en anglais intitulé « Ripon Cathedral » (voir la liste des auteurs).